# Gurguèn de Klarjètia
Gurguèn de Klarjètia (mort l'any 1012) fou un pretendent al tron de Geòrgia i un rei autoproclamat de Taoklardjètia.
Gurguèn Bagration era el fils gran de Bagrat Bagration, que al seu torn era el germà de David II d'Artanudji. Va succeir al seu oncle l'any 993 sobre el tron hereditari d'Artanudji-Calarzene i va associar al govern al seu germà menor Sumbat de Klarjètia.
Eñ 1008, el seu cosí llunyà Bagrat III va unificar totes les províncies de Geòrgia i va crear el regne unificat de Geòrgia. Tanmateix, Gurguèn i Sumbat, que eren els hereus legítims del tron d'Ibèria pel seu ancestre Adarnases II de Tao, fill gran d'  Asoci I d'Ibèria el Gran o el Sant, no desitjaven pas veure un usurpador sobre el tron hereditari de Geòrgia i van decidir de replicar prenent el títol de « rei de Taoklarjètia i dels klarjets ». Però no van poder resistir molt de temps perquè el nou rei Bagrat III de Geòrgia els va vèncer i els va empresonar el 1011. Els seus fills es van refugiar a Constantinoble i Gurguèn fou finalment executat l'any 1012.
Va deixar un sol fill, Demetri, encara pretendent al tron de Geòrgia.